# 낭인회

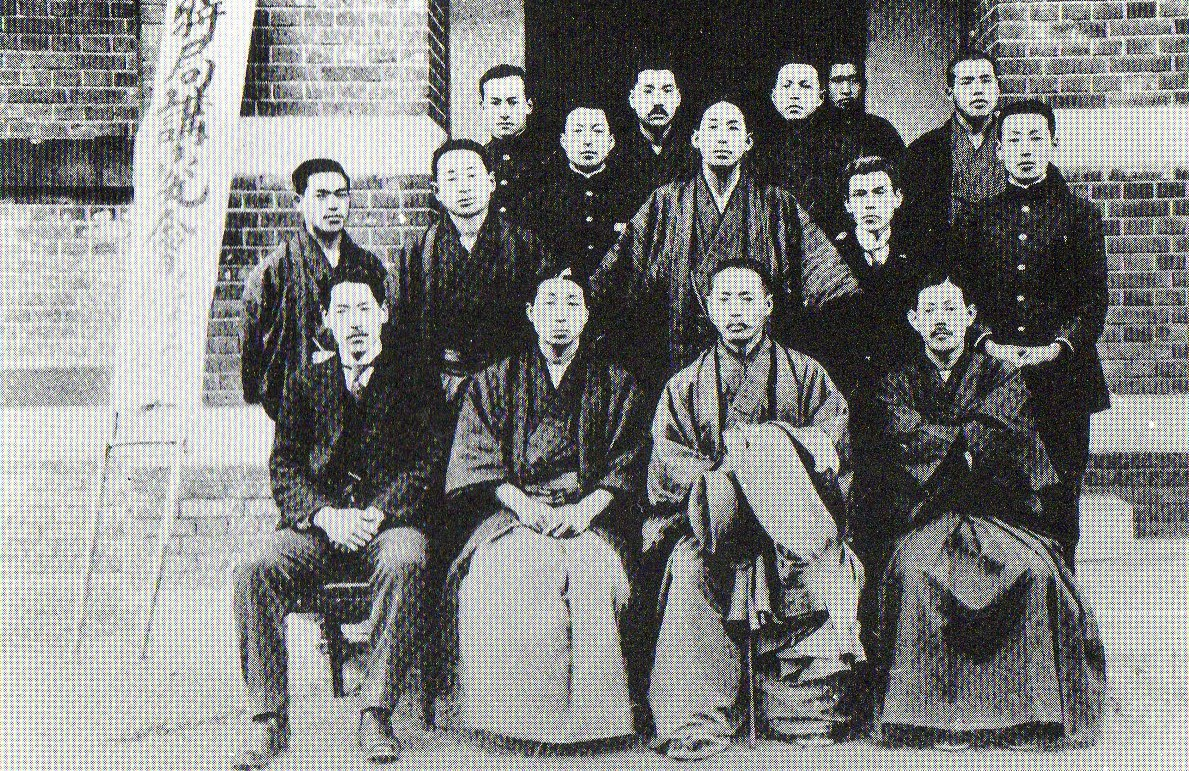
낭인회와 신인회가 연 시국강연회를 기념해 모여 찍은 사진.

낭인회(일본어: 浪人会 로닌카이[*])는 현양사·흑룡회계 국가주의·정치결사(政治結社) 단체이다. 대표는 도야마 미쓰루.
1908년 다나카 히로유키(田中弘之)를 중심으로 "우국지사 단체"임을 표방하며 세운 결사 단체로, 이름은 주군을 잃고 떠도는 사무라이를 가리키는 낭인에서 딴 것이다. 현양사 출신의 미우라 고로, 도야마 미쓰루, 사사키 야스고로, 고지마 가즈오, 오가와 운페이(小川運平) 등이 참여했다. 국가주의를 주창하며 반자유주의 운동을 이끌었다.
1911년 10월 18일 히비야 공원의 레스토랑 마츠모토로에서 집회 개최한 도야마는 도쿄시의 시의원의 보궐 선거의 후보자로 고지마를 추천했다. 고지마는 미우라, 구로이와 루이코, 스기우라 주고 등 낭인회원들의 지지로 당선되었다.
1918년 백홍사건이 일어나 흑룡회와 함께 도쿄아사히 신문의 사장 무라야마 료헤이를 린치하는 사건을 일으켰으며, 낭인회를 비판한 국수주의 성향의 잡지 《일본 및 일본인》도 공격했다. 동년 11월 요시노 사쿠조가 백홍사건을 《중앙공론》지에 낸 논문을 통해 비판한 것이 낭인회 안에서도 우치다 료헤이, 구즈 요시히사 등의 지지를 얻으면서 조직은 차차 쇠퇴했으며, 조직원 대부분은 대일본생산당으로 이적했다.

## 같이 보기
- 대일본생산당
- 요시노 사쿠조